# Jyske Bank Boxen
Jyske Bank Boxen is een sport- en evenementenhal in Herning in Denemarken. De accommodatie is onderdeel van een groter beurscomplex, het Messecenter Herning. De hal draagt de naam van sponsor Jyske Bank. Met een totale capaciteit van ongeveer 15.000 toeschouwers, is het na de Royal Arena de grootste indoor arena van Denemarken.

## Sportevenementen
Handbal
- Europees kampioenschap handbal vrouwen 2010
- Europees kampioenschap handbal mannen 2014
- Wereldkampioenschap handbal vrouwen 2015
- Wereldkampioenschap handbal mannen 2019
- Europees kampioenschap handbal vrouwen 2020
- Wereldkampioenschap handbal vrouwen 2023
- Europees kampioenschap handbal mannen 2026

Zwemmen
- Europese kampioenschappen kortebaanzwemmen 2013